# فهرست بازی‌های پارادوکس اینتراکتیو
این فهرست بازی‌هایی است که به دست پارادوکس اینتراکتیو ساخته یا منتشر شده‌است.
| نام                                              | سال انتشار | استودیوی سازنده                         | سکوها                                                                       |
| ------------------------------------------------ | ---------- | --------------------------------------- | --------------------------------------------------------------------------- |
| آشتونگ پنزر: کارکف ۱۹۴۳                          | ۲۰۱۰       | گراویتیم                                | ویندوز                                                                      |
| عصر شگفتی‌ها: سقوط سیاره                          | ۲۰۱۹       | تریومف استویدیو                         | ویندوز، لینوکس، پلی استیشن ۴, ایکس باکس وان                                 |
| بتل تک                                           | ۲۰۱۸       | هربرنید اسکیمز                          | ویندوز، مک‌اواس، لینوکس                                                      |
| تولد آمریکا                                      | ۲۰۰۶       | پارادوکس فرانسه                         | ویندوز                                                                      |
| ارابه‌های جنگ                                     | ۲۰۰۳       | اسلیترین سافتور، پارادوکس اینتراکتیو    | ویندوز                                                                      |
| شهرهای در حرکت                                   | ۲۰۱۱       | کلوسال اردر                             | ویندوز، مک‌اواس، لینوکس                                                      |
| شهرهای در حرکت ۲                                 | ۲۰۱۳       | کلوسال اردر                             | ویندوز، مک‌اواس، لینوکس                                                      |
| شهرها: خطوط چشم‌انداز                             | ۲۰۱۵       | کلوسال اردر، تانتالوس مدیا              | ویندوز، مک‌اواس، لینوکس، پلی استیشن ۴, ایکس باکس وان، نینتندو سوئیچ          |
| زندگی شهری                                       | ۲۰۰۸       | مونته کریستو                            | ویندوز، نینتندو دی‌اس                                                        |
| فرماندار: فتح آمریکا                             | ۲۰۱۰       | نیترو گیمز                              | ویندوز                                                                      |
| پادشاهان صلیبی                                   | ۲۰۰۴       | پارادوکس دولوپمنت استودیو               | ویندوز                                                                      |
| پادشاهان صلیبی: دئوس وولت'                       | ۲۰۰۷       | پارادوکس دولوپمنت استودیو               | ویندوز                                                                      |
| پادشاهان صلیبی ۲                                 | ۲۰۱۲       | پارادوکس دولوپمنت استودیو               | ویندوز، مک‌اواس، لینوکس                                                      |
| پادشاهان صلیبی ۳                                 | ۲۰۲۰       | پارادوکس دولوپمنت استودیو               | ویندوز، مک‌اواس، لینوکس                                                      |
| افق تاریک                                        | ۲۰۰۸       | کوازار استودیو                          | ویندوز                                                                      |
| تاریک‌ترین ساعت                                   | ۲۰۱۱       | تیم دارکست اور                          | ویندوز                                                                      |
| مدافعان آردانیا                                  | ۲۰۱۲       | موست وانتد اینترتینمنت                  | ویندوز                                                                      |
| دیپلماسی                                         | ۲۰۰۵       | آلان ب. کالهامر                         | ویندوز                                                                      |
| دریم لردز                                        | ۲۰۱۳       | لاک پیک اینترتینمنت                     | ویندوز                                                                      |
| سرزمین سیاه چال                                  | ۲۰۱۳       | کریتیکال استودیو                        | ویندوز                                                                      |
| کمپانی هند شرقی                                  | ۲۰۰۹       | نیترو گیمز                              | ویندوز                                                                      |
| شرق در برابر غرب - یک بازی از سری قلب‌هایی از آهن | لغو شده    | بی-ال لاجیک                             | ویندوز                                                                      |
| میراث الف‌ها                                      | ۲۰۰۹       | ۱سی                                     | ویندوز                                                                      |
| امپراتوری گناه                                   | ۲۰۲۰       | رومرو گیمز                              | ویندوز، پلی استیشن ۴, ایکس باکس وان، نینتندو سوئیچ                          |
| یوروپا یونیورسالیس                               | ۲۰۰۰       | پارادوکس دولوپمنت استودیو               | ویندوز                                                                      |
| یوروپا یونیورسالیس ۲                             | ۲۰۰۱       | پارادوکس دولوپمنت استودیو               | ویندوز                                                                      |
| یوروپا یونیورسالیس ۳                             | ۲۰۰۷       | پارادوکس دولوپمنت استودیو               | ویندوز                                                                      |
| یوروپا یونیورسالیس ۴                             | ۲۰۱۳       | پارادوکس دولوپمنت استودیو               | ویندوز، مک‌اواس، لینوکس                                                      |
| یوروپا یونیورسالیس: تاج و تخت شمال               | ۲۰۰۳       | پارادوکس اینتراکتیو                     | ویندوز                                                                      |
| یوروپا یونیورسالیس: روم                          | ۲۰۰۸       | پارادوکس دولوپمنت استودیو               | ویندوز                                                                      |
| یوروپا یونیورسالیس: وائس ویکتیس                  | ۲۰۰۸       | پارادوکس دولوپمنت استودیو               | ویندوز                                                                      |
| برای افتخار                                      | ۲۰۰۹       | کریستال امپایر گیمز                     | ویندوز                                                                      |
| فورت زامبی                                       | ۲۰۰۹       | کربروس پروداکشنز                        | ویندوز                                                                      |
| یک بازی از دورف‌ها                                | ۲۰۱۲       | استودیوی بازی زیل                       | ویندوز، پلی استیشن ۳                                                        |
| قلب‌هایی از آهن                                   | ۲۰۰۲       | پارادوکس دولوپمنت استودیو               | ویندوز                                                                      |
| قلب‌هایی از آهن ۲                                 | ۲۰۰۵       | پارادوکس دولوپمنت استودیو               | ویندوز                                                                      |
| قلب‌هایی از آهن ۳                                 | ۲۰۰۹       | پارادوکس دولوپمنت استودیو               | ویندوز، مک‌اواس                                                              |
| قلب‌هایی از آهن ۴                                 | ۲۰۱۶       | پارادوکس دولوپمنت استودیو               | ویندوز، مک‌اواس، لینوکس                                                      |
| امپراتور: روم                                    | ۲۰۱۹       | پارادوکس دولوپمنت استودیو               | ویندوز، مک‌اواس، لینوکس                                                      |
| ایمپایر                                          | ۲۰۱۳       | سیانید استودیوز                         | ویندوز                                                                      |
| پادشاه آرتور                                     | ۲۰۰۹       | نئوکر گیمز                              | ویندوز                                                                      |
| پادشاه آرتور ۲                                   | ۲۰۱۲       | نئوکر گیمز                              | ویندوز                                                                      |
| شوالیه‌های افتخار                                 | ۲۰۰۴       | کریتیو اسمبلی سوفیا                     | ویندوز                                                                      |
| شوالیه‌های خودکار و کاغذ                          | ۲۰۱۲       | کروما اسکواد                            | ویندوز، مک‌اواس، لینوکس، آی‌اواس، اندروید                                     |
| شوالیه‌های خودکار و کاغذ ۲                        | ۲۰۱۵       | کی گیمز                                 | ویندوز، مک‌اواس، لینوکس، آی‌اواس، اندروید                                     |
| لژیون طلایی                                      | ۲۰۰۲       | استراتژی فرست                           | ویندوز                                                                      |
| لویاتان: ناوهای جنگی                             | ۲۰۱۳       | پیسز اینتراکتیو                         | ویندوز، مک‌اواس، آی‌اواس، اندروید                                             |
| پادشاهان جنگ صلیبی                               | ۲۰۱۰       | نئوکر گیمز                              | ویندوز                                                                      |
| امپراتوری گم‌شده                                  | ۲۰۰۷       | پولوکس گیم لبز                          | ویندوز                                                                      |
| مجیکا                                            | ۲۰۱۱       | اروهد گیم استودیوز                      | ویندوز                                                                      |
| مجیکا ۲                                          | ۲۰۱۵       | پیسط اینتراکتیو                         | ویندوز، پلی استیشن ۴, مک‌اواس، لینوکس                                        |
| پیش‌روی عقاب‌ها                                    | ۲۰۱۳       | پارادوکس دولوپمنت استودیو               | ویندوز                                                                      |
| کوه و تیغه                                       | ۲۰۰۸       | تیل‌ورلدز انترتینمنت                     | ویندوز                                                                      |
| سواری و شمشیر: اتحاد جنگی                        | ۲۰۱۰       | تیل‌ورلدز انترتینمنت                     | ویندوز، مک‌اواس، لینوکس                                                      |
| سواری و شمشیر: با آتش و شمشیر                    | ۲۰۱۱       | تیل‌ورلدز انترتینمنت                     | ویندوز                                                                      |
| جنگ ناوی: دایره قطبی                             | ۲۰۱۲       | توربو تیپ گیمز                          | ویندوز                                                                      |
| پنومبرا: طاعون سیاه                              | ۲۰۰۸       | فریکشنال گیمز                           | ویندوز                                                                      |
| پنومبرا: اوورتور                                 | ۲۰۰۷       | فریکشنال گیمز                           | ویندوز                                                                      |
| پنومبرا: آمرزش‌خوانی                              | ۲۰۰۸       | فریکشنال گیمز                           | ویندوز                                                                      |
| ستون‌های ابدیت                                    | ۲۰۱۵       | آبسیدین                                 | ویندوز، مک‌اواس، لینوکس، پلی استیشن ۴, ایکس باکس وان، نینتندو سوئیچ          |
| دزدان دریایی غار سیاه                            | ۲۰۱۱       | نیترو گیمز                              | ویندوز                                                                      |
| غرور ملت‌ها                                       | ۲۰۱۱       | پارادوکس فرانسه                         | ویندوز                                                                      |
| معمار زندان                                      | ۲۰۱۷       | اینتروورژن سافت‌ویر                      | آی‌اواس، اندروید                                                             |
| امپراتوری رستوران ۲                              | ۲۰۰۹       | انلایت سافتور                           | ویندوز                                                                      |
| طلوع پروس                                        | ۲۰۱۰       | پارادوکس فرانسه                         | ویندوز                                                                      |
| پیش به سوی برلین                                 | ۲۰۰۶       | استورم ریجن                             | ویندوز                                                                      |
| سنگوکو                                           | ۲۰۱۱       | پارادوکس دولوپمنت استودیو               | ویندوز                                                                      |
| استیل دیویژن: نورماندی ۴۴                        | ۲۰۱۷       | یوجن سیستمز                             | ویندوز                                                                      |
| استلاریس                                         | ۲۰۱۶       | پارادوکس دولوپمنت استودیو               | ویندوز، مک‌اواس، لینوکس، پلی استیشن ۴, ایکس باکس وان                         |
| زنده ماندن در مریخ                               | ۲۰۱۸       | هائمیمونت گیمز                          | ویندوز، مک‌اواس، لینوکس، پلی استیشن ۴, ایکس باکس وان                         |
| تایرانی                                          | ۲۰۱۶       | آبسیدین                                 | ویندوز، اواس ده، لینوکس                                                     |
| دو تاج و تخت                                     | ۲۰۰۴       | پارادوکس اینتراکتیو، کابینت اینترتینمنت | ویندوز                                                                      |
| تاریخ والهالا                                    | ۲۰۰۳       | بیگ سیتی گیمز                           | ویندوز                                                                      |
| ومپایر: نقاب - خون نسلی ۲                        | ن/م        | هاردسوئیت لبز                           | ویندوز، پلی استیشن ۴, ایکس باکس وان، پلی استیشن ۵, اکس‌باکس سری اکس و سری اس |
| ویکتوریا: یک امپراتوری زیر خورشید                | ۲۰۰۳       | پارادوکس دولوپمنت استودیو               | ویندوز                                                                      |
| ویکتوریا ۲                                       | ۲۰۱۰       | پارادوکس دولوپمنت استودیو               | ویندوز                                                                      |
| ویکتوریا ۳                                       | ن/م        | پارادوکس دولوپمنت استودیو               | ویندوز، مک‌اواس، لینوکس                                                      |
| جنگ رزها                                         | ۲۰۱۲       | فتشارک                                  | ویندوز                                                                      |
| جنگ وایکینگ‌ها                                    | ۲۰۱۴       | فتشارک                                  | ویندوز                                                                      |
| وارلاک: مستر او د آرکن                           | ۲۰۱۲       | ۱سی                                     | ویندوز                                                                      |
| وارلاک ۲: تبعید شده                              | ۲۰۱۴       | ۱سی                                     | ویندوز، اواس ده، لینوکس                                                     |
| وودی دوپا: یورش دزدان دریایی زامبی               | ۲۰۱۰       | نیترو گیمز                              | ویندوز                                                                      |
| جنگ جهانی اول                                    | ۲۰۰۸       | پارادوکس فرانسه                         | ویندوز                                                                      |